# Simmias från Thebe
Simmias från Thebe (grekiska Σιμμίας, latin Simmias) var en antik grekisk filosof.
Han var en av Sokrates umgängesvänner och är som sådan omtalad i Platons dialoger. Han lär själv ha författat några filosofiska dialoger.